# Бортничук Степан Карпович
Степан Карпович Бортничу́к (нар. 14 листопада 1950, Городнє, Любомльський район, Волинська область, УРСР) — український актор театру. Заслужений артист України (2002).

## Життєпис
Народився 14 листопада 1950 року в селі Городнє Любомльського району Волинської області. Невдовзі батька родини звинуватили як «ворога народу», і сім'ї довелося переїхати до Дніпропетровської області.
1973 року закінчив Харківський інститут мистецтв ім. Івана Котляревського. Акторську діяльність почав 1973 року в Ужгородському обласному драматичному театрі. Разом із дружиною в 1981—1983 роках працював у Росії — в Борисоглєбському театрі Воронезької області та Волгоградському обласному театрі. У 1986—1992 роках – у Мукачівському російському драматичному театрі. З 1992-го — актор Хмельницького обласного музично-драматичного театру ім. Михайла Старицького. Паралельно з акторською діяльністю обіймав посаду завідувача трупи театру, виступав в ролі ведучого різноманітних культурно-мистецьких програм та музично-поетичних театральних вечорів.

## Творчість
Ужгородський обласний драматичний театр
- «Наталка Полтавка» за п'єсою Івана Котляревського — Возний
- «Ревізор» за п'єсою Миколи Гоголя — Йосип
- «Пізня любов» Олександра Островського — Микола
- «Федра» Ж. Расіна — Тесей
- «Бояриня» за драматичною поемою Лесі Українки — Степан

Волгоградський обласний театр
Мукачівський російський драматичний театр
Хмельницький обласний український музично-драматичний театр імені Михайла Старицького
- «На людному місці» Олександра Островського — Миловидов
- «Біла хвороба» Карела Чапека — Гален
- «Зона» Миколи Куліша за п'єсою Тілетіда — Овдій Пут
- «Камінний господар» драматичною поемою Лесі Українки — Дон Жуан
- «За зачиненими дверима» Жана-Поля Сартра — Гарсен
- «Дай серцю волю, заведе в неволю» Марка Кропивницького — Іван Непокритий
- «Дами і гусари» Александра Фредро — Ротмістр
- «Все в саду» Едварда Олбі — Джек
- «Дерева вмирають стоячи» Алехандро Касони — Директор
- «Сто тисяч» за п'єсою Івана Карпенка-Карого — Бонавентура
- «Вовчиха» А. Ананьєва — Савка
- «Євангеліє від Івана» Анатолія Крима — Макухович
- «Шельменко-денщик» за п'єсою Григорія Квітки-Основ'яненка — Шельменко
- «В день весілля» Віктора Розова — Михайло Заболотний
- «Кохання у стилі барокко» Ярослава Стельмаха — Степан
- «Ханума» Оксентія Цагарелі — Акоп
- «Моя дружина – брехуха» Мейо та Еннекен — Джиммі
- «Трон і корона» за повістю «Миньковецька держава» Б. Грищука — Блазень
- «Хижачка» Е. Фабра за О. Бальзаком — Макс Жиле
- «Майська ніч» Михайла Старицького за Миколою Гоголем — Писар
- «Украдене щастя» за п'єсою Івана Франка — Микола Задорожний
- «Не такий, як усі» О. Слаповського — Чоловік
- «Великодушний рогоносець» Фернана Кроммелінка — Граф
- «Як наші діди парубкували» В. Канівця — Северин
- «По щучому велінню» Марка Кропивницького — Батько
- «Наречений із Єрусалиму» Йосефа Бар-Йосефа — Саймон
- «Отель двох світів» Лариси Курманової за п'єсою Еріка-Емманюеля Шмітта — Президент Дальбек
- «Ніч перед Різдвом» Олега Мосійчука за Миколою Гоголем; реж. Олег Мосійчук — Чуб
- «Устим Кармелюк» О. Топоринського за романом «Кармелюк» Михайла Старицького — Янчевський
- «Житейське море» Івана Карпенка-Карого — Хвиля
- «Метод Грьонхольма, або Терміново потрібен» Жорді Гальсерана — Енріке
- «Республіка на колесах» Я. Мамонтова — Санька Хапчук
- «Дванадцять місяців» Самуїла Маршака — Солдат
- «Назар Стодоля» за п'єсою Тараса Шевченка — Кобзар
- «За двома зайцями» за п'єсою Михайла Старицького — Прокіп Сірко
- «Одруження по-англійськи» за п’єсою «Сватання по-сільському» Бернарда Шоу — Він
- «Тев′є Тевель» Григорія Горіна — Ребе
- «Ревізор» за п'єсою Миколи Гоголя — Артемій Пилипович Земляника
- «Приборкання норовливої» за п'єсою Вільяма Шекспіра — Учитель
- «Собака на сіні» за п'єсою Лопе де Веги — Маркіз Рікардо
- «Сватання на Гончарівці» за п'єсою Григорія Квітки-Основ’яненка — Скорик
- «Одруження» за п'єсою[ru] Миколи Гоголя — Кочкарьов
- «Божевільна ніч, або номер 13» Рея Куні — Джордж Пігден
- «Лускунчик» за повістю Ернста Гофмана — Скарбник
- «Снігова королева» Євгена Шварца — Казкар
- «Кайдаші» за мотивами повісті «Кайдашева сім'я» Івана Нечуй-Левицького — Омелько Кайдаш
- «Мауглі» Редьярда Кіплінга — Вовк Акела
- «Вій 2.0» Наталії Ворожбит — Дід Явтух
- 2023 — «SENIOR_на_МІЛЬЙОН» Джуліо Скараччі та Ренцо Тарабузі; реж. Євген Курман — Дідусь
- 2023 — «Борщ. Мій рецепт виживання» Марини Смілянець; реж. Артем Вусик — Тяпа
- 2023 — «Васьок Go» Лєни Лягушонкової; реж. Борис Кривець — Тато

## Нагороди
- Закарпатська обласна премія ім. Вакарова — лауреат премії за роль Дмитра у виставі «Повінь» Василя Руснака[1]
- 2002 — Заслужений артист України[2]
- 2010, 25 вересня — Хмельницька міська премія імені Богдана Хмельницького[3]